# Eristalinus arvorum
Eristalinus arvorum är en tvåvingeart som först beskrevs av Fabricius 1787.  Eristalinus arvorum ingår i släktet slamflugor, och familjen blomflugor. Inga underarter finns listade i Catalogue of Life.